# Ойунський Платон Олексійович
Платон Олексійович Ойунський (Слєпцов) (якут. Былатыан Ойуунускай, рос. Платон Алексеевич Ойунский, *11 листопада 1893, Жулейський насліг, Ботуруський улус (тепер Таттінський), Саха-Якутія — †31 жовтня 1939, ?, тюрма, СРСР) — якутський письменник, поет, драматург, мовознавець, фольклорист, громадський і державний діяч; один із засновників Саха держави — Якутської АРСР.

## Біографія

### Ранні роки
Платон Олексійович Ойунський народився у Жулейському наслігу Таттінського улуса в родині бідняка. У роду Ойунського за материнською лінією були відомі співаки і олонхосути. Із Татти походять також чимало талановитих якутських народних співаків епосу олонхо і більшість відомих якутських письменників-просвітників. Вже змалку Платон сам захопився народною творчістю свого народу і почав співати олонхо.
У 1917 році Платон Ойунський скінчив Якутську учительську семінарію. Відразу після Лютневої революції 1917 року вступив у лави ВКП(б), тоді ж розпочав свою громадську і політичну діяльність. Молодий поет ревно підтримав радянську владу і заходився її популяризувати.
Діяв Ойунський словом — у березні 1917 року написав вірш «Пісню трударя» (якут. Улэhит ырыата), один з перших зразків якутської радянської поезії. Також П. Ойунський переклав на якутську з російської «Пісню сокола» Максима Горького, також перекладав саха мовою твори Гете, Петефі. Вірші і переклади Ойунського швидко набули популярності серед якутського населення.

### Кар'єра держслужбовця
З остаточною ліквідацією Колчаківщини в Якутії й встановленням радянської влади, П. О. Ойунський взявся за її організацію на місцях. Він — один з авторів ідеї утворення Якутської РСР (першого держутворення якутського народу), яку було організовано 27 квітня 1922 року, і в якій з часу утворення Ойунський займає відповідальні пости.
У 1922 році він — Голова Ради народних комісарів Якутії, у 1923—25 роках  — голова Центрального виконкому республіки, у 1927 році — обіймав посаду наркома освіти і охорони здоров'я Якутської АРСР, а в період 1928–1931 років очолював Якутське держвидавництво і місцеві науково-дослідні організації.

### Репресії
З 1931 року навчався в Інституті національностей у Москві. Паралельно займається літературною діяльністю — пише і видає свої твори, популяризує якутський фольклор.
1939 року Ойунського було несправедливо репресовано і ув'язнено в тюрмі, де він помер 31 жовтня ц.р.

## Літературна і наукова спадщина

### Літературна творчість П. Ойунського
П. О. Ойунський — автор популярних віршів якутською мовою, драматичної поеми «Червоний шаман», повістей, оповідань, п'єс, наукових праць з мовознавства. Він першим ввів у якутську поезію сілабічне віршування.
Вже у часи громадянської війни 1917—21 років революційні вірші і пісні Ойунського користуються великою популярністю. Прекрасними взірцями якутської революційної поезії є вірші «Хай міцніє перемога», «Влада радам», «Залізний кінь», «Китайському народу», «Заповіти орла», переклад «Інтернаціоналу» тощо.
У часи становлення радянської влади творчість Ойунського проникнута ліризмом. Яскравістю і новизною поєднання російського символізму і якутського містицизму відзначається перший значний за обсягом твір письменника — поема «Червоний шаман» (якут. Кыhыл ойуун), яку втім за використання сюжетів якутської міфології та «ідеалізацію старовини» в творах «нового часу» було розкритиковано.
У подальшому творчість П. Ойунського тяжіє до реалізму, точніше — «радянського реалізму», і фактично являє національну (якутську) пролетарську літературу — п'єса «Більшовик» (1927).
Однак у 1929–1930 роки Ойунський написав історичну повість «Великий Кудангса» (надрукована у журналі «Чолбон»), яка стала першим великим полотном-життєписом якутського народа. У творі багаті́й Кудангса зображений батьком якутської нації, який піклується про людей і рятує їх від голоду і холоду. Радянська критика розбила вщент твір письменника, що й визначило подальшу долю його автора, якому навіть не допомогло оспівування «генеральної лінії партії» в його останніх творах.
Величезною заслугою Ойунського в якутській культурі є популяризація, як міфологічних сюжетів, так і жанрів якутського фольклору. Ойунський — автор оригінальних літературних віршованих казок у формі народного епосу олонхо, а також видавець відтвореного ним якутського народного епосу «Нюргун Боотур Стрімголовий» (якут. Дьулуруйар Нюргун Боотур), що складається з понад 36 тисяч віршованих рядків, який став надбанням не тільки російської, а й світової культури.
Велике культурне і наукове значення мала діяльність Ойунського як Голови Комітету якутської писемності і теоретика якутської літературної мови, дослідника етнічної історії якутів, якутської релігії (шаманізму) і фольклору.

## Вшанування П.О.Ойунського
Повністю реабілітований 15 жовтня 1955 року.
У 1958—1962 якутською видано повне зібрання літературного доробку П. Ойунського (7 томів). Ім'ям П.Ойунського названі Якутський академічний драматичний театр, Літературний музей, вулиця в Якутську тощо.
У 1966 році затверджено Державну премію Якутської АРСР ім. П. О. Ойунського, яка присуджується за найкращі твори літератури, мистецтва і архітектури.
Святкування 100-річчя з дня народження П.Ойунського в 1993 році ЮНЕСКО було включено у перелік офіційних подій і заходів цієї організації. Під керівництвом доньки Сардани Ойунської групою вчених-літературознавців у 1992—1993 роках підготовлено до друку 3-томне зібрання творів, куди увійшли художні твори і наукові праці П. О. Ойунського.